# Seznam systémů taxonomie rostlin
Taxonomický systém je souvislý celek, který slouží k vymezení a uspořádání jednotlivých taxonů. O taxonomickém systému hovoříme tehdy, když byl vytvořen pro velkou skupinu nějakých taxonů (např. krytosemenné rostliny). Abychom hovořili o taxonomickém systému, musí být toto dílo (z ohledem na dobu) dostatečně obsáhlé a úplné a jednotlivé taxony musí být uspořádány podle (někdy domnělé) příbuznosti mezi jednotlivými rostlinami.
První pokusy o taxonomické systémy jsou známy už z 18. století. V 19. století bylo třeba vytvořit jisté uspořádání a řád, protože byly neustále objevovány a popisovány nové a nové druhy, proto začaly vznikat taxonomické systémy.
Zásadním dílem bylo  Species Plantarum od Linného, které se dnes bere jako počáteční bod binomické nomenklatury rostlin. Toto dílo bylo na svou dobu rozsáhlé a úplné, nicméně nezabývá se příbuzenskými vztahy, snad kromě zařazení druhů do jednotlivých rodů, proto ho nepovažujeme za taxonomický systém.

## Různé verze
Tento seznam pojednává o hlavních taxonomických systémech, které jsou nebo byly používány ke klasifikaci rostlin. Některé systémy nebyly vydány najednou a definitivně, ale postupně vzniklo několik verzí, kdy se systém pokaždé trochu upravil. Například  Croquistův systém existuje ve vice verzích.
- de Jussieuův systém
DE JUSSIEU, Antoine Laurent. Genera Plantarum, secundum ordines naturales disposita juxta methodum in Horto Regio Parisiensi exaratam. [s.l.]: [s.n.], 1789. Dostupné online.
(přístupné na Gallica)
- de Candolleův systém
DE CANDOLLE, Augustin Pyramus. Théorie élémentaire de la botanique, ou exposition des principes de la classification naturelle et de l’art de décrire et d’etudier les végétaux. [s.l.]: [s.n.], 1819.
DE CANDOLLE, Augustin Pyramus. Prodromus systemati naturalis regni vegetabilis sive enumeratio contracta ordinum, generum specierumque plantarum huc usque cognitarum, juxta methodi naturalis normas digesta. [s.l.]: [s.n.], 1824–1873.
(přístupné na Gallica)
- Benthamův a Hookerův systém
BENTHAM, George; HOOKER, Joseph Dalton. Genera plantarum ad exemplaria imprimis in herbariis kewensibus servata definita. [s.l.]: [s.n.], 1862–1883, Volume 1-3.
(přístupné na Gallica)
- Baillonův systém
BAILLON, Henri Ernest. Histoire des plantes. [s.l.]: [s.n.], 1867–1894, Volume 1-13. Dostupné online.
- Eichlerův systém
EICHLER, August Wilhelm. Syllabus der Vorlesungen über Phanerogamenkunde. [s.l.]: [s.n.], 1883, 3. vydání. Dostupné online.
- Englerův systém
ENGLER, Adolf; PRANTL, Karl Anton Eugen. Die Natürlichen Pflanzenfamilien. [s.l.]: [s.n.], 1887–1915, 2. vydání. Dostupné online.
- Dalla Torreův a Harmsův systém
VON DALLA TORRE, Karl Wilhelm; HARMS, Hermann. Genera Siphonogamarum, ad systéma Englerianum conscripta. [s.l.]: [s.n.], 1900–1907.
- Besseyův systém
BESSEY, Charles Edwin. The phylogenetic taxonomy of flowering plants. Annals of the Missouri Botanical Garden. 1915, čís. volume 2, s. 109–164. Dostupné online.
- Wettsteinův systém
WETTSTEIN, Richard. Handbuch der systematischen Botanik. [s.l.]: [s.n.], 1901-1908, 2. vydání 1911, 3. vydání 1923-24, 4. vydání 1933-35. Dostupné online.
- Hutchinsonův systém
HUTCHINSON, John. The families of flowering plants, arranged according to a new systém based on their probable phylogeny. [s.l.]: [s.n.], 1926–1934, volume 1,2, 2. vydání 1959, 3. vydání 1973.
- Melchiorův systém (také znám jako modifikovaný Englerův systém, v rámci krytosemenných)
MELCHIOR, Hans. Syllabus der Pflanzenfamilien. Příprava vydání Adolf Engler. [s.l.]: [s.n.], 1964, volume 2, 12. vydání. Dostupné online.
- Tachtadžjanův systém
TACHTADŽJAN, Armen Leonovič. A system and phylogeny of the flowering plants. [s.l.]: [s.n.], 1966.
TACHTADŽJAN, Armen Leonovič. Flowering plants: origin and dispersal. [s.l.]: [s.n.], 1969.
TACHTADŽJAN, Armen Leonovič. Outline of the classification of flowering plants (Magnoliophya). Botanical Review. 1980, čís. 46, s. 225–359.
TACHTADŽJAN, Armen Leonovič. Diversity and classification of flowering plants. [s.l.]: [s.n.], 1997.
- Cronquistův systém
CRONQUIST, Arthur. The evolution and classification of flowering plants. [s.l.]: [s.n.], 1968, 2. vydání 1988. Dostupné online.
CRONQUIST, Arthur. An integrated systém of classification of flowering plants. [s.l.]: [s.n.], 1981. Dostupné online.
- Goldbergův systém
GOLDBERG, Aaron. Classification, Evolution and Phylogeny of the Families of Dicotyledons. Smithsonian Contributions to Botany. 1986, čís. 58, s. 1–314. Dostupné v archivu pořízeném dne 2006-09-16.
GOLDBERG, Aaron. Classification, Evolution and Phylogeny of the Families of Monocotyledons. Smithsonian Contributions to Botany. 1989, čís. 71, s. 1–73. [(Full text (PDF) here) Dostupné online].[nedostupný zdroj]
- Dahlgrenův systém
DAHLGREN, Rolf Martin Theodor. A systém of classification of angiosperms to be used to demonstrate the distribution of characters. Bot. Notiser. 1975, čís. 128, s. 119–147.
DAHLGREN, Rolf Martin Theodor. A revised systém of classification of angiosperms. Bot. J. Linn. Soc.. 1980, čís. 80, s. 91–124.
DAHLGREN, Rolf Martin Theodor. General Aspects of Angiosperm Evolution and Macrosystematics. Nordic Journal of Botany. 1983, čís. 3, s. 119–149.
DAHLGREN, Rolf Martin Theodor. The families of the monocotyledons: structure, evolution, and taxonomy. [s.l.]: [s.n.], 1985. Dostupné online.
DAHLGREN, Rolf Martin Theodor. An updated Angiosperm Classification. Botanical Journal of the Linnean Society. 1989, čís. 100, s. 197–203.
- Thorneův systém (1992) (také Thorneův systém 2000)
THORNE, Robert Folger. Synopsis of a putative phylogenetic classification of flowering plants. Aliso. 1968, čís. 6(4), s. 57–66.
THORNE, Robert Folger. Proposed new alignments in the angiosperms. Nordic J. Bot.. 1983, čís. 3, s. 85–117.
THORNE, Robert Folger. Classification and geography of flowering plants. Botanical Review. 1992, čís. 58, s. 225–348.
THORNE, Robert Folger. An updated phylogenetic classification of the flowering plants. Aliso. 1992, čís. 13, s. 365–389.
THORNE, Robert Folger. The classification and geography of the flowering plants: dicotyledons of the class Angiospermae. Botanical Review. 2000, čís. 66, s. 441–647.
- Kubitzkiho systém (1990- )
KUBITZKI, Klaus. The Families and Genera of Vascular Plants. [s.l.]: [s.n.], 1990. Dostupné online.
- Revealův systém
- APG (1998)
Bremer K. et al. An ordinal classification for the families of flowering plants. Annals of the Missouri Botanical Garden. 1998, čís. 85, s. 531–553.
JUDD, Walter S. Plant systematics: a phylogenetic approach. [s.l.]: [s.n.], 1999, 2. vydání 2002. Dostupné online.
- APG II (2003)
Bremer B. et al. An update of the Angiosperm Phylogeny Group classification for the orders and families of flowering plants: APG II. Botanical Journal of the Linnean Society. 2003, čís. 141, s. 399–436. [(Abstract) Dostupné online].
Full text (HTML)
Full text (PDF)
- Šipunovův systém (2005)
(přístupný na: Full text PDF )

- APG III (2009)
APG. An update of the Angiosperm Phylogeny Group classification for the orders and families of flowering plants: APG III.. Botanical Journal of the Linnean Society. 2009, roč. 161, s. 399–436. doi:10.1111/j.1095-8339.2009.00996.x.
(online:  |

- APG IV (2016)
BYNG, James W., et al. (The Angiosperm Phylogeny Group). An update of the Angiosperm Phylogeny Group classification for the orders and families of flowering plants: APG IV. S. 1–20. Botanical Journal of the Linnean Society [online]. 24. březen 2016. Svazek 181, čís. 1, s. 1–20. Dostupné online. PDF . ISSN 1095-8339. doi:10.1111/boj.12385. (anglicky)

- PPG I (2016)
SCHNEIDER, Harald, et al. (The Pteridophyte Phylogeny Group). A community-derived classification for extant lycophytes and ferns. S. 563–603. Journal of Systematics and Evolution [online]. Institute of Botany, Chinese Academy of Sciences & John Wiley & Sons, Inc., 7. listopad 2016 [cit. 2020-10-20]. Svazek 54, čís. 6, s. 563–603. Dostupné online. Dostupné také na: . ISSN 1759-6831. doi:10.1111/jse.12229. (anglicky)

## Další systémy
- Lindleyův systém
- Endlicherův systém
- Skottsbergův systém
- Gundersenův systém
- Hallierův systém
- Bensonův systém
- Lotsyův systém
- van Tieghemův systém
- Rendleův systém
- Mezův systém
- Tippoův systém
- Pulleův systém
- Soóův systém
- Novákův systém
- Deylův systém
- Stebbinsův systém
- Rouleauův systém